# Hrîhorivka, Zaporijjea
Hrîhorivka (în ucraineană Григорівка) este localitatea de reședință a comunei Hrîhorivka din raionul Zaporijjea, regiunea Zaporijjea, Ucraina.

## Demografie
Componența lingvistică a localității Hrîhorivka
     Ucraineană (90,04%)
     Rusă (9,29%)
     Alte limbi (0,17%)
Conform recensământului din 2001, majoritatea populației localității Hrîhorivka era vorbitoare de ucraineană (90,04%), existând în minoritate și vorbitori de rusă (9,29%).